# Диахронизм
В геологии диахронизм (греч . dia, «сквозь» + chronos, «время» + -ism), или диахронные отложения — осадочное горное образование, в котором материал, хотя и имеет схожую природу, различается по возрасту от окружающих пластов (горизонта) в месте его нахождения.
Обычно это происходит в результате морской трансгрессии или регрессии, или прогрессивного развития дельты . По мере того, как береговая линия продвигается или отступает, может остаться ряд непрерывных отложений, представляющих различные среды (например, пляж, мелководье, более глубокая вода). Хотя каждый тип отложений (фаций) может быть непрерывным на обширной территории, их возраст варьируется в зависимости от положения береговой линии во времени.
Примером могут служить песчаные отложения нижнего карбона на западе Англии (песчаник Драйбрук в лесу Дин). Отложение этого началось гораздо позже в районе Бристоля, чем дальше на север.
Обнаружение диахронных слоев может быть довольно проблематичным, поскольку комплексы окаменелостей имеют тенденцию географически мигрировать вместе с окружающей средой их формирования. Как правило, они выявляются по наличию видов-маркеров, окаменелостей, которые можно надежно датировать по другим пластам.

## Другое использование термина
Применяться к другим особенностям, которые различаются по возрасту, таким как поверхности эрозии, области поднятия и т. д. Это также иногда применяется к окаменелостям, которые спорадически появляются в разное время в разных местах из-за миграции . В академическом библиотечном деле форма прилагательного, диахронная, используется в контексте «диахронного устаревания» для описания снижения полезности книги или тома журнала в течение нескольких лет.